# Ordre de la Gloire
 (signalé en juillet 2025).
Si vous disposez d'ouvrages ou d'articles de référence ou si vous connaissez des sites web de qualité traitant du thème abordé ici, merci de compléter l'article en donnant les références utiles à sa vérifiabilité et en les liant à la section « Notes et références ».
- Archive Wikiwix
- Bing
- Cairn
- DuckDuckGo
- E. Universalis
- Gallica
- Google
- G. Books
- G. News
- G. Scholar
- Persée
- Qwant
- (zh) Baidu
- (ru) Yandex
- (wd) trouver des œuvres sur Wikidata

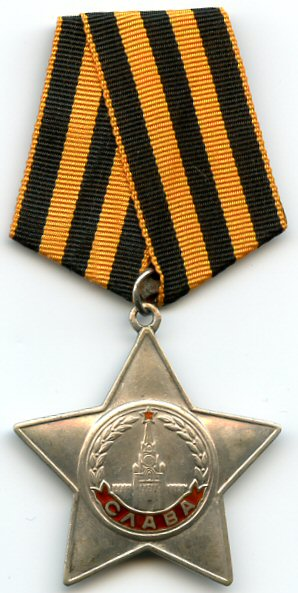
Ordre de la Gloire (3e classe)

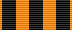
Ruban de l'ordre

L'ordre de la Gloire (en russe : Орден Славы) est l'une des plus hautes récompenses et décorations soviétiques de la Seconde Guerre mondiale, créée le 8 novembre 1943 et comprenant trois classes. Seules quatre femmes ont reçu les trois classes de cette récompense : Danutė Stanelienė, Matrena Netcheporchoukova, Nina Lobkovskaïa et Nina Petrova.

## Historique

### Genèse
Cet ordre, très certainement l'un des plus prisés de l'Armée rouge, ne pouvait être décerné qu'aux hommes de troupe ou sous-officiers de l'armée de terre et aux officiers subalternes de l'aviation, ayant fait preuve d'un courage exceptionnel face à l'ennemi. Son attribution était généralement accompagnée d'une promotion.

### Conditions d'attribution
Les conditions d'attribution pour l'ordre de la Gloire étaient remarquablement précises et s'établissaient comme suit :
- Armée de terre :
  - Avoir personnellement tué de 10 à 50 soldats ennemis ;
  - Avoir sauvé la vie de son chef au risque de perdre la sienne ;
  - Avoir été le premier à avoir pénétré une position ennemie et l'avoir prise ;
  - Avoir poursuivi le combat dans un char en flammes ;
  - Avoir détruit 2 chars avec une arme antichar ou 1 à 3 blindés à coups de grenades ;
  - Avoir abattu au moins 3 avions adverses ;
  - Avoir découvert, au cours d'une mission de reconnaissance, le point faible de l'ennemi ;
  - Avoir sauvé le drapeau de son unité ;
  - Avoir capturé un officier ennemi ;
  - Avoir capturé un drapeau ennemi en plein combat ;
  - Avoir soigné des blessés sous le feu de l'ennemi.

- Aviation :
  - Avoir abattu de 2 à 4 chasseurs ennemis ou de 4 à 6 bombardiers ;
  - Avoir détruit au sol de 2 à 5 chars, ou de 3 à 6 locomotives, ou 2 avions ennemis ;
  - Pour l'équipage d'un bombardier ayant détruit:un train, un pont, des réserves de munition ou d'essence, un barrage, un navire ou une piste d'aviation ;
  - Pour l'équipage d'un avion de reconnaissance ayant obtenu des résultats décisifs dans la découverte d'objectifs adverses.

## Description
Insigne
- 1re classe : étoile dorée à cinq branches au centre de laquelle se trouve un médaillon doré représentant, en relief, le Kremlin et la tour Spassky, entouré de deux branches de laurier et surmontant un cartouche frappé du mot СЛАВА (API : slava) ; diamètre de 47,6 mm ;
- 2e classe : idem ci-dessus, mais avec étoile en argent ;
- 3e classe : idem ci-dessus, mais avec étoile et médaillon en argent.

Ruban orange avec trois bandes équidistantes noires. NB. Couleurs de l'ancien ordre impérial et militaire de Saint-Georges de l'Empire russe.